# 山鼻站
25°04′50″N 121°17′06″E / 25.08056°N 121.28500°E
山鼻站位於台灣桃園市蘆竹區，為桃園捷運機場線的捷運車站。

## 車站概要
車站位於南山路山鼻橋南側，車站編號為A10。本站鄰近台鐵林口線海山車站，但該站已於2012年12月28日廢站。
原規劃為桃園捷運棕線桃林段（南祥線）的端點站，但該計畫已廢止。後續在桃園捷運2.0路網規畫中，桃園蘆竹觀音線將經過此站，使得本站成為轉乘站。

## 車站構造
機場線車站為高架三層之車站，設有兩座側式月台。站體長約108.7公尺，寬約24.4公尺，設有1處出入口，2座無障礙電梯。

### 車站樓層
| 地上 三樓 | 側式月台，右側開門 | 側式月台，右側開門                                              |
| 地上 三樓 | ①號月台            | ← 機場線普通車 往老街溪方向（坑口站） ← 機場線直達車 不停靠本站 |
| 地上 三樓 | ②號月台            | 機場線直達車 不停靠本站→ 機場線普通車 往台北方向（林口站）→     |
| 地上 三樓 | 側式月台，右側開門 |                                                                 |
| 地上 一樓 | 大廳層             | 車站大廳、詢問處、自動售票機、驗票閘門                          |
| 地面      | 出入口             | 出入口                                                          |

### 車站出口
| 出入口                             | 圖片                 | 位置             |
| ---------------------------------- | -------------------- | ---------------- |
| 單一出入口 · 設有電梯 · 設有手扶梯 | 本站僅此單一車站出口 | 南山路山鼻橋南面 |
| 註： 設有電梯 \| 設有手扶梯        |                      |                  |

## 歷史
- 2009年6月：原命名為山腳站，經蘆竹鄉山鼻村（今蘆竹區山鼻里）村民串連要求下改名為山鼻站[3]。
- 2017年3月2日，隨著機場線「臺北車站—環北」段正式通車而啟用[1]。

## 利用狀況
| 年   | 1日平均 | 1日平均 | 1日平均 |
| 年   | 上車    | 來源    |         |
| ---- | ------- | ------- | ------- |
| 2017 | 998     | [ 4 ]   |         |
| 2018 | 1,211   | [ 4 ]   |         |

## 車站周邊
- 台鐵林口線海山車站（已廢站，廢站日期：2012年12月28日，裁撤前之站體型式：平面車站）
- 山腳國中
- 山腳國小
- 蘆竹德馨堂（桃園市定古蹟）
- 桃園市公共自行車租賃系統 捷運山鼻站（A10）
- 桃園市立圖書館山腳分館

## 公車資訊
| 編號 | 經營業者 | 區間                     | 備註                         |
| ---- | -------- | ------------------------ | ---------------------------- |
| 209  | 桃園客運 | 捷運山鼻站－同心一路     |                              |
| 209A | 桃園客運 | 捷運山鼻站－同心一路     | 往同心一路方向繞駛銘傳大學   |
| 209B | 桃園客運 | 捷運山鼻站－同心一路     | 往捷運山鼻站方向繞駛銘傳大學 |
| 708A | 三重客運 | 林口－南崁（捷運山鼻站） |                              |
| 5014 | 桃園客運 | 桃園－捷運山鼻站         |                              |
| 5016 | 桃園客運 | 桃園－山腳－竹圍         |                              |
| 5020 | 桃園客運 | 桃園－下福               |                              |
| 5021 | 桃園客運 | 桃園－下海湖             |                              |
| 5069 | 桃園客運 | 桃園－赤塗崎－竹林山寺   |                              |
| 5071 | 桃園客運 | 桃園－外社－竹林山寺     |                              |
| 5073 | 桃園客運 | 桃園－外社               |                              |
| L308 | 桃園客運 | 蘆竹區公所－蘆竹區公所   | 青山線                       |
| L309 | 桃園客運 | 蘆竹區公所－蘆竹區公所   | 藍海線                       |

## 腳註

### 資料來源
1. 1 2  YouTube上的機場捷運核准營運既試營運計畫記者會
2. ↑  . 自由時報. 2017-04-05  [2018-07-16]. （原始内容存档于2018-07-16）.
3. ↑  記者陳文正／蘆竹報導. . 自由時報電子報. 2009-06-19  [2014-08-27]. （原始内容存档于2014-08-27） （中文（臺灣））.
4. ↑  桃園市政府新聞處.  (PDF). 財團法人公共關係基金會: 9、11. 2019-03-20  [2019-09-15]. （原始内容 (PDF)存档于2019-07-28）.

## 外部連結
- 桃園捷運 山鼻站 （页面存档备份，存于）（繁體中文）
- 桃園大眾捷運股份有限公司->乘車指南->路網圖（繁體中文）